# Roslyn McLeod
Roslyn McLeod (North York, 17 de agosto de 1976) es una deportista canadiense que compitió en remo.
Ganó dos medallas en el Campeonato Mundial de Remo, plata en 2002 y bronce en 2003. Participó en los Juegos Olímpicos de Atenas 2004, ocupando el séptimo lugar en la prueba de ocho con timonel.

## Palmarés internacional
| Campeonato Mundial | Campeonato Mundial | Campeonato Mundial | Campeonato Mundial |
| Año                | Lugar              | Medalla            | Prueba             |
| ------------------ | ------------------ | ------------------ | ------------------ |
| 2002               | Sevilla (España)   | Medalla de plata   | Cuatro sin timonel |
| 2003               | Milán (Italia)     | Medalla de bronce  | Ocho con timonel   |